# Liste des symphonies de Joseph Haydn

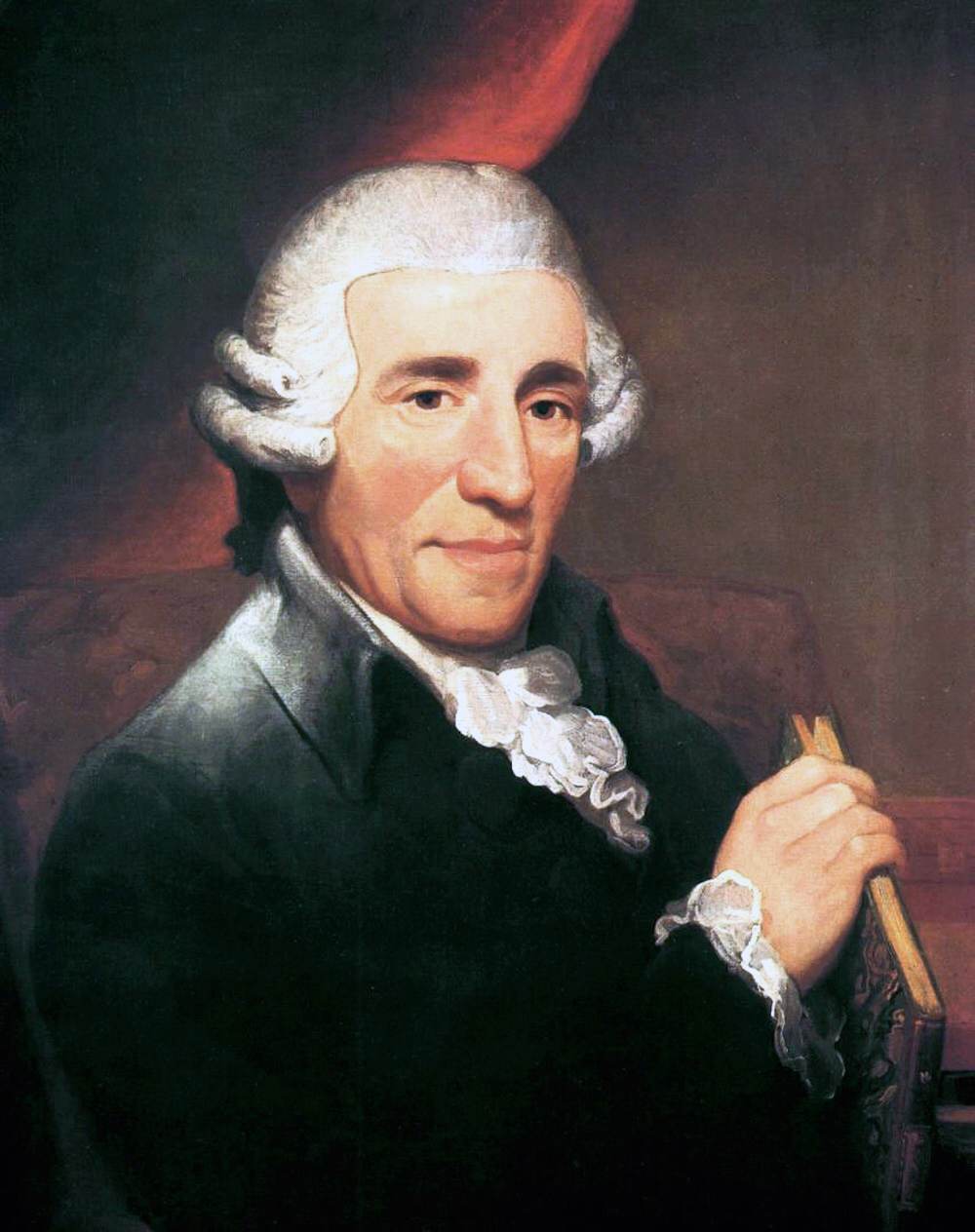
Joseph Haydn

Joseph Haydn a composé tout au long de sa carrière un très grand nombre de symphonies : cent quatre au total selon la numérotation Hoboken, auxquelles il faut ajouter les symphonies « A » et « B » classées précédemment dans d'autres corpus et la symphonie concertante. À noter également une partition inachevée comportant un menuet et un final. Elles sont aujourd'hui classées selon le système mis au point par Anthony van Hoboken, universellement adopté quoiqu'il ne reflète pas exactement l'ordre chronologique de la composition.

## Liste des symphonies selon la numérotation Hoboken
- Symphonie no « A » en si bémol (1757-60)
- Symphonie no « B » en si bémol (1757-60)
- Symphonie no 1 en ré majeur (1757-59)
- Symphonie no 2 en do majeur (1757-60)
- Symphonie no 3 en sol majeur (1757-61)
- Symphonie no 4 en ré majeur (1757-62)
- Symphonie no 5 en la majeur (1757-63)
- Symphonie no 6 en ré majeur, « Le Matin » (1761)
- Symphonie no 7 en do majeur, « Le Midi » (1761)
- Symphonie no 8 en sol majeur, « Le Soir » (1761)
- Symphonie no 9 en do majeur (1762)
- Symphonie no 10 en ré majeur (1757-60)
- Symphonie no 11 en mi bémol majeur (1757-60)
- Symphonie no 12 en mi majeur (1763)
- Symphonie no 13 en ré majeur (1763)
- Symphonie no 14 en la majeur (1762)
- Symphonie no 15 en ré majeur (1757-60)
- Symphonie no 16 en si bémol majeur (1757-60)
- Symphonie no 17 en fa majeur (1757-60)
- Symphonie no 18 en sol majeur (1757-60)
- Symphonie no 19 en ré majeur (1757-60)
- Symphonie no 20 en do majeur (1757-60)
- Symphonie no 21 en la majeur (1764)
- Symphonie no 22 en mi bémol majeur, « Le Philosophe » (1764)
- Symphonie no 23 en sol majeur (1764)
- Symphonie no 24 en ré majeur (1764)
- Symphonie no 25 en do majeur (1757-60)
- Symphonie no 26 en ré mineur, « Lamentations » (1768-69)
- Symphonie no 27 en sol majeur (1757-60)
- Symphonie no 28 en la majeur (1765)
- Symphonie no 29 en mi majeur (1765)
- Symphonie no 30 en do majeur, « Alléluia » (1765)
- Symphonie no 31 en ré majeur, « L’Affût » ou « Appel de cors » (1765)
- Symphonie no 32 en do majeur (1757-60)
- Symphonie no 33 en do majeur (1757-60)
- Symphonie no 34 en ré mineur (1763)
- Symphonie no 35 en si bémol majeur (1767)
- Symphonie no 36 en mi bémol majeur (1762)
- Symphonie no 37 en do majeur (1757-58)
- Symphonie no 38 en do majeur, « Écho » (1768)
- Symphonie no 39 en sol mineur, « La mer troublée » (1767)
- Symphonie no 40 en fa majeur (1763)
- Symphonie no 41 en do majeur (1768-69)
- Symphonie no 42 en ré majeur (1771)
- Symphonie no 43 en mi bémol majeur, « Mercure » (1770-71)
- Symphonie no 44 en mi mineur, « Funèbre » (1770-71)
- Symphonie no 45 en fa dièse mineur, « Les Adieux » (1772)
- Symphonie no 46 en si majeur (1772)
- Symphonie no 47 en sol majeur, « Le Palindrome » (1772)
- Symphonie no 48 en do majeur, « Marie Thérèse » (1769)
- Symphonie no 49 en fa mineur, « La Passion » (1768)
- Symphonie no 50 en do majeur (1773)
- Symphonie no 51 en si bémol majeur (1771-73)
- Symphonie no 52 en do mineur (1770-71)
- Symphonie no 53 en ré majeur, « L'Impériale » (1778-80)
- Symphonie no 54 en sol majeur (1774)
- Symphonie no 55 en mi bémol majeur, « Le Maître d’école » (1774)
- Symphonie no 56 en do majeur (1774)
- Symphonie no 57 en ré majeur (1774)
- Symphonie no 58 en fa majeur (1767-68)
- Symphonie no 59 en la majeur, « Le Feu » (1767-68)
- Symphonie no 60 en do majeur, « Le Distrait » (1774)
- Symphonie no 61 en ré majeur (1776)
- Symphonie no 62 en ré majeur (1780)
- Symphonie no 63 en do majeur, « La Roxelane » (1779-80)
- Symphonie no 64 en la majeur, « Tempora Mutantur » (1773)
- Symphonie no 65 en la majeur (1771-73)
- Symphonie no 66 en si bémol majeur (1775-76)
- Symphonie no 67 en fa majeur (1775-76)
- Symphonie no 68 en si bémol majeur (1774-75)
- Symphonie no 69 en do majeur « Laudon » (1775-76)
- Symphonie no 70 en ré majeur (1778-79)
- Symphonie no 71 en si bémol majeur (1778-79)
- Symphonie no 72 en ré majeur (1763)
- Symphonie no 73 en ré majeur, « La Chasse » (1781)
- Symphonie no 74 en mi bémol majeur (1780)
- Symphonie no 75 en ré majeur (1779)
- Symphonie no 76 en mi bémol majeur (1782)
- Symphonie no 77 en si bémol majeur (1782)
- Symphonie no 78 en do mineur (1782)
- Symphonie no 79 en fa majeur (1784)
- Symphonie no 80 en ré mineur (1784)
- Symphonie no 81 en sol majeur (1784)
- Symphonie no 82 en do majeur, « L’Ours » (1786)
- Symphonie no 83 en sol mineur, « La Poule » (1785)
- Symphonie no 84 en mi bémol majeur (1786)
- Symphonie no 85 en si bémol majeur, « La Reine » (1785-86)
- Symphonie no 86 en ré majeur (1786)
- Symphonie no 87 en la majeur (1785)
- Symphonie no 88 en sol majeur (1787)
- Symphonie no 89 en fa majeur (1787)
- Symphonie no 90 en do majeur (1788)
- Symphonie no 91 en mi bémol majeur (1788)
- Symphonie no 92 en sol majeur, « Oxford » (1789)
- Symphonie no 93 en ré majeur (1791)
- Symphonie no 94 en sol majeur, « La Surprise » (1791)
- Symphonie no 95 en do mineur (1791)
- Symphonie no 96 en ré majeur, « Miracle » (1791)
- Symphonie no 97 en do majeur (1792)
- Symphonie no 98 en si bémol majeur (1792)
- Symphonie no 99 en mi bémol majeur (1793)
- Symphonie no 100 en sol majeur, « Militaire » (1794)
- Symphonie no 101 en ré majeur, « L’Horloge » (1794)
- Symphonie no 102 en si bémol majeur (1794)
- Symphonie no 103 en mi bémol majeur, « Roulement de timbale » (1795)
- Symphonie no 104 en ré majeur, « Londres » (1795)
- Symphonie Concertante (105) (1792)

## Liste des symphonies selon la chronologie de la composition
Époque du pré-classicisme
- Symphonie no 37 en do majeur (1757-58)
- Symphonie no 1 en ré majeur (1757-59)
- Symphonie no « A » en si bémol (1757-60)
- Symphonie no « B » en si bémol (1757-60)
- Symphonie no 2 en do majeur (1757-60)
- Symphonie no 3 en sol majeur (1757-60)
- Symphonie no 4 en ré majeur (1757-60)
- Symphonie no 5 en la majeur (1757-60)
- Symphonie no 10 en ré majeur (1757-60)
- Symphonie no 11 en mi bémol majeur (1757-60)
- Symphonie no 15 en ré majeur (1757-60)
- Symphonie no 16 en si bémol majeur (1757-60)
- Symphonie no 17 en fa majeur (1757-60)
- Symphonie no 18 en sol majeur (1757-60)
- Symphonie no 19 en ré majeur (1757-60)
- Symphonie no 20 en do majeur (1757-60)
- Symphonie no 25 en do majeur (1757-60)
- Symphonie no 27 en sol majeur (1757-60)
- Symphonie no 32 en do majeur (1757-60)
- Symphonie no 33 en do majeur (1757-60)

L'arrivée chez les Esterhazy (1761-65)
- Symphonie no 6 en ré majeur, « Le Matin » (1761)
- Symphonie no 7 en do majeur, « Le Midi » (1761)
- Symphonie no 8 en sol majeur, « Le Soir » (1761)
- Symphonie no 9 en do majeur (1762)
- Symphonie no 14 en la majeur (1762)
- Symphonie no 36 en mi bémol majeur (1762)
- Symphonie no 12 en mi majeur (1763)
- Symphonie no 13 en ré majeur (1763)
- Symphonie no 40 en fa majeur (1763)
- Symphonie no 72 en ré majeur (1763)
- Symphonie no 21 en la majeur (1764)
- Symphonie no 22 en mi bémol majeur, « Le Philosophe » (1764)
- Symphonie no 23 en sol majeur (1764)
- Symphonie no 24 en ré majeur (1764)
- Symphonie no 28 en la majeur (1765)
- Symphonie no 29 en mi majeur (1765)
- Symphonie no 30 en do majeur, « Alléluia » (1765)
- Symphonie no 31 en ré majeur, « L’Affût » (1765)

Époque du « Sturm und Drang »
- Symphonie no 34 en ré mineur (1765-66)
- Symphonie no 35 en si bémol majeur (1767)
- Symphonie no 39 en sol mineur, « La mer troublée » (1767)
- Symphonie no 58 en fa majeur (1767-68)
- Symphonie no 59 en la majeur, « Le Feu » (1767-68)
- Symphonie no 38 en do majeur, « Écho » (1768)
- Symphonie no 49 en fa mineur, « La Passion » (1768)
- Symphonie no 26 en ré mineur, « Lamentations » (1768-69)
- Symphonie no 41 en do majeur (1768-69)
- Symphonie no 48 en do majeur, « Marie Thérèse » (1769)
- Symphonie no 43 en mi bémol majeur, « Mercure » (1770-71)
- Symphonie no 44 en mi mineur, « Funèbre » (1770-71)
- Symphonie no 52 en do mineur (1770-71)
- Symphonie no 42 en ré majeur (1771)
- Symphonie no 51 en si bémol majeur (1771-73)
- Symphonie no 65 en la majeur (1771-73)
- Symphonie no 45 en fa dièse mineur, « Les Adieux » (1772)
- Symphonie no 46 en si majeur (1772)
- Symphonie no 47 en sol majeur, « Le Palindrome » (1772)
- Symphonie no 50 en do majeur (1773)
- Symphonie no 64 en la majeur, « Tempora Mutantur » (1773)
- Symphonie no 54 en sol majeur (1774)
- Symphonie no 55 en mi bémol majeur, « Le Maître d’école » (1774)
- Symphonie no 56 en do majeur (1774)
- Symphonie no 57 en ré majeur (1774)
- Symphonie no 60 en do majeur, « Le Distrait » (1774)
- Symphonie no 68 en si bémol majeur (1774-75)

Époque du classicisme viennois
- Symphonie no 66 en si bémol majeur (1775-76)
- Symphonie no 67 en fa majeur (1775-76)
- Symphonie no 69 en do majeur « Laudon » (1775-76)
- Symphonie no 61 en ré majeur (1776)
- Symphonie no 70 en ré majeur (1778-79)
- Symphonie no 71 en si bémol majeur (1778-79)
- Symphonie no 53 en ré majeur, « L'Impériale » (1778-80)
- Symphonie no 75 en ré majeur (1779)
- Symphonie no 63 en do majeur, « La Roxelane » (1779-80)
- Symphonie no 62 en ré majeur (1780)
- Symphonie no 74 en mi bémol majeur (1780)
- Symphonie no 73 en ré majeur, « La Chasse » (1781)
- Symphonie no 76 en mi bémol majeur (1782)
- Symphonie no 77 en si bémol majeur (1782)
- Symphonie no 78 en do mineur (1782)
- Symphonie no 79 en fa majeur (1784)
- Symphonie no 80 en ré mineur (1784)
- Symphonie no 81 en sol majeur (1784)

Série des symphonies parisiennes
Les six symphonies parisiennes ont pour origine une commande de Claude-François-Marie Rigoley, comte d'Ogny, un des promoteurs du Concert de la Loge Olympique à Paris. Le comte était aussi un excellent amateur et tenait la partie de violoncelle dans l'orchestre.
- Symphonie no 83 en sol mineur, « La Poule » (1785)
- Symphonie no 87 en la majeur (1785)
- Symphonie no 85 en si bémol majeur, « La Reine » (1785-86)
- Symphonie no 82 en do majeur, « L’Ours » (1786)
- Symphonie no 84 en mi bémol majeur (1786)
- Symphonie no 86 en ré majeur (1786)

Série des symphonies Tost
Ces deux symphonies étaient destinées au public parisien et faisaient suite aux symphonies parisiennes. Haydn les confia à Johann Tost, second violon dans l'orchestre d'Esterhazy pour les faire éditer à Paris.
- Symphonie no 88 en sol majeur (1787)
- Symphonie no 89 en fa majeur (1787)

Série des symphonies d'Ogny
Ces trois symphonies proviennent également d'une commande du comte d'Ogny.
- Symphonie no 90 en do majeur (1788)
- Symphonie no 91 en mi bémol majeur (1788)
- Symphonie no 92 en sol majeur, « Oxford » (1789)

Série des symphonies londoniennes
Les douze symphonies londoniennes ont été composées et créées à Londres lors des deux voyages que le compositeur entreprit en 1791-1792 et 1794-1795. Ce sont les toutes dernières compositions du genre de Joseph Haydn.
- Symphonie no 96 en ré majeur, « Miracle » (22 mars 1791)
- Symphonie no 95 en do mineur (16 mai 1791)
- Symphonie no 93 en ré majeur (17 février 1792)
- Symphonie no 94 en sol majeur, « La Surprise » (23 mars 1792)
- Symphonie no 98 en si bémol majeur (2 mars 1792)
- Symphonie no 97 en do majeur (3 ou 4 mai 1792)
- Symphonie no 99 en mi bémol majeur (10 février 1794)
- Symphonie no 100 en sol majeur, « Militaire » (31 mars 1794)
- Symphonie no 101 en ré majeur, « L’Horloge » (3 mars 1794)
- Symphonie no 102 en si bémol majeur (1795)
- Symphonie no 103 en mi bémol majeur, « Roulement de timbale » (2 mars 1795)
- Symphonie no 104 en ré majeur, « Londres » (13 avril 1795)

Autres
- Symphonie Concertante (105) (1792)

## Discographie
Le premier projet d'intégrale est dû au chef américain Max Goberman avec l'Opéra d'État de Vienne au début des années 1960, mais interrompu avec la mort du chef d'orchestre. Depuis plusieurs intégrales des symphonies de Joseph Haydn ont été enregistrées :
- Ernst Märzendorfer avec l'Orchestre de chambre de Vienne sur disque vinyle, mais qui n'a connu qu'une diffusion confidentielle[2]
- Antal Doráti avec le Philharmonia Hungarica chez Decca, le premier enregistrement dans les années 1970, repiqué sur CD
- Ádám Fischer avec l'Austro-Hungarian Haydn Orchestra chez  Brilliant Classics (1988-2002)
- Dennis Russell Davies avec le Stuttgarter Kammerorchester chez Sony, la plus récente (années 2000)

À noter que Christopher Hogwood avait engagé, il y a 20 ans, une intégrale sur instruments anciens avec l'Academy of Ancient Music qui n'a pas été menée à terme. De son côté, le chef allemand Thomas Fey a récemment commencé une intégrale avec son Heidelberger Sinfoniker.